# Barry (Teksas)
Barry je grad u američkoj saveznoj državi Teksas. Prema popisu stanovništva iz 2010. u njemu je živjelo 242 stanovnika.